# TCz-2 Dacznoje (stacja metra)
Zajezdnia TCz-2 (ros. Электродепо ТЧ-2), zwana też zajezdnią Dacznoje (ros. Электродепо Да́чное) – jedna z zajezdni, znajdującego się w Petersburgu systemu metra. Obsługuje linię Kirowsko-Wyborską.

## Charakterystyka
Zajezdnia TCz-2 została otwarta 30 czerwca 1970 roku, w ramach programu rozbudowy systemu leningradzkiego metra przeprowadzonego w latach sześćdziesiątych i siedemdziesiątych XX wieku. Jest ona zlokalizowana w pobliżu zajezdni TCz-1 Awtowo i  służy dla niej jako wsparcie. Wraz z nią stanowi ona zaplecze techniczne dla południowej części linii Kirowsko-Wyborskiej. W latach 1966–1977 w sąsiedztwie zajezdni zlokalizowana była stacja Dacznoje, z którą TCz-2 dzieliła nazwę. Zajezdnia Dacznoje posiada bezpośrednie połączenie z zajezdnią Awtowo. Przeprowadzane są tu niezbędne naprawy taboru, znajduje się też stacja postojowa oraz magazyny na części zamienne i inne urządzenia techniczne.